# غواصة يو-152
كانت الغواصة يو-152 واحدة من 329 غواصة خدمت في البحرية الإمبراطورية الألمانية خلال الحرب العالمية الأولى.

## معرض صور

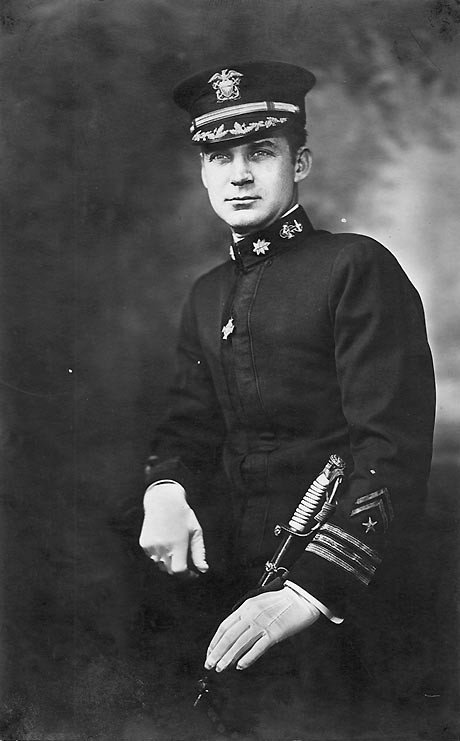
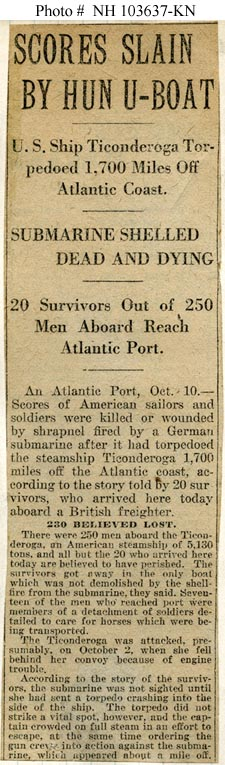
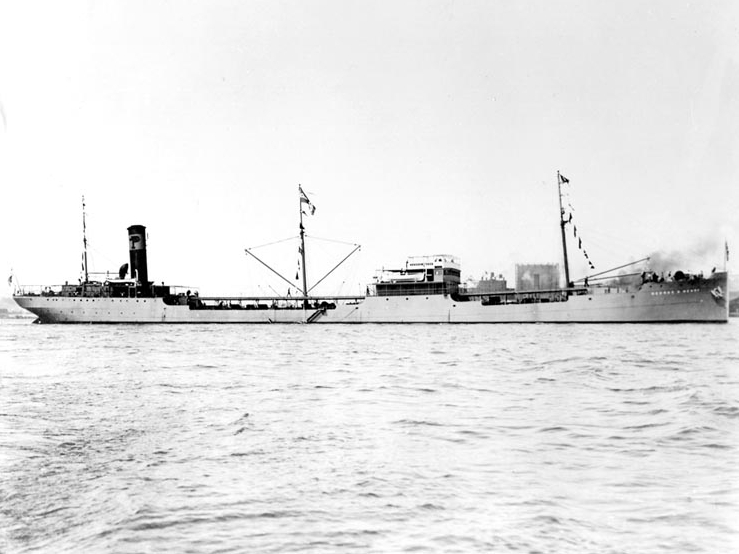
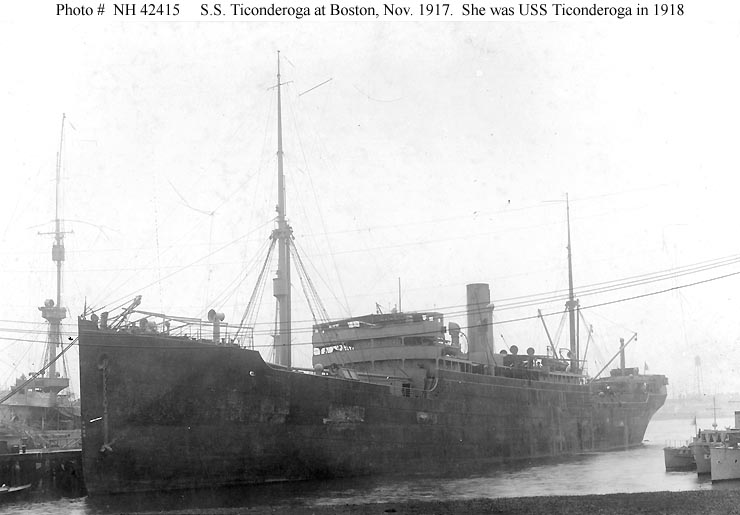
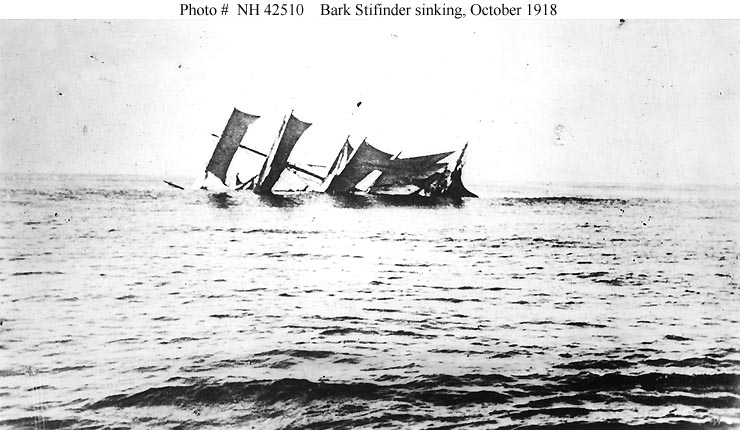
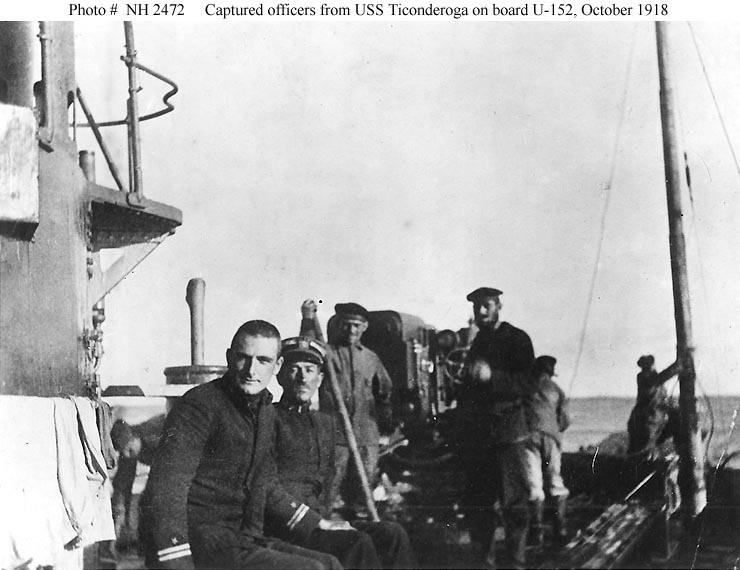